# Вишнёвое (Боровский район)
Вишнёвое (укр. Вишневе — село, Першотравневый сельский совет,
Боровский район, Харьковская область, Украина.
Код КОАТУУ — 6321082503. Население по переписи 2001 г. составляет 295 (140/155 м/ж) человек.

## Географическое положение
Село Вишнёвое находится в 2-х км от посёлка Першотравневое. Рядом находится лес Мокрый.

## История
В 1946 г. Указом ПВС УССР населенный пункт центральной усадьбы совхоза имени 20-ти летия Октября переименован в посёлок Вишневое.
1 октября 2024 было захвачено российскими войсками.

## Экономика
- В селе есть молочно-товарная и птице-товарная фермы.